# 24-es főút (Magyarország)
A 24-es számú főút Gyöngyöst és Egert köti össze a Mátra és a Bükk-vidék hegyein keresztül. Hossza 60 km.

## Fekvése
Gyöngyös Gyöngyöspüspöki városrészénél a 3-as út elágazásaként ered. Északi irányban halad keresztül Mátrafüreden és Mátraházán, majd kelet felé fordul az út. Innen Parád, Recsk, Sirok és Egerbakta elhagyása után délkelet felé fordulva ér Egerbe az út.

## Története
1934-ben a kereskedelem- és közlekedésügyi miniszter 70 846/1934. számú rendelete a teljes hosszában harmadrendű főúttá nyilvánította, 213-as útszámozással. Sirok közigazgatási területén egy rövid szakaszon (a verpeléti és a pétervásárai elágazások között) a 213-as főút közös nyomvonalon húzódott a 214-essel, mely Kápolnától vezetett egészen Zabarig. (Maga a 24-es útszám akkor még nem volt kiosztva.)
Egy dátum nélküli, feltehetőleg 1950 körül készült közúthálózati térkép a Gyöngyöstől a Mátra-nyeregig tartó szakaszát már másodrendű főútként jelöli, a maival azonos számozással, viszont a 24-es főút onnan Mátraszentimre-Pásztó felé folytatódott, a mai 2408-as út nyomvonalán. A jelenkori 24-es főút további, Recsken és Sirokon át Egerig húzódó szakasza abban az időben harmadrendű főút volt, 217-es számozással.
Gyöngyösön, a főút Koháry utcai szakaszán 1960-ban adták át a város autóbusz-pályaudvarát.
Egy 4,930 kilométeres szakaszát (a 42+700 és a 47+630 kilométerszelvények között) 2019 második felében újították fel, a Magyar Falu Program útjavítási pályázatának I. ütemében, Sirok település területén.